# NGC 3188
NGC 3188 é uma galáxia espiral barrada (SBab) localizada na direcção da constelação de Ursa Major. Possui uma declinação de +57° 25' 23" e uma ascensão recta de 10 horas, 19 minutos e 42,9 segundos.
A galáxia NGC 3188 foi descoberta em 8 de Abril de 1793 por William Herschel.